# Sarah Clarke
Sarah Clarke (Saint Louis, 16 de fevereiro de 1972) é uma atriz norte-americana conhecida por seu papel de Nina Myers na série de TV 24 Horas. Sarah também teve participação em episódio da 1ª temporada de House M.D - "Control" Após atuar em papéis menores no cinema e na televisão, incluindo Sex and the City, Clarke fez o teste para o papel da agente da CTU Nina Myers em 2001. Conseguindo o papel no dia em que as filmagens começaram.
Clarke conheceu seu atual marido, Xander Berkeley, que atuava como chefe da CTU George Mason, durante as gravações da série. Eles se casaram em setembro de 2002, e têm um filho.
Seu papel mais recente foi Renee Dwyer, a mãe de Isabella Swan no filme Twilight, baseado no best-seller homônimo de Stephenie Meyer.

## Filmografia

### Cinema
| Ano  | Filmes                                    | Personagens          | Notas          |
| ---- | ----------------------------------------- | -------------------- | -------------- |
| 2000 | Pas de deux                               | The Clown            |                |
| 2000 | All About George                          | Catherine            | Curta-metragem |
| 2000 | Interior. Bedroom - Night                 | Heather Cinicci      | Curta-metragem |
| 2001 | The Accident                              | Reeny                |                |
| 2002 | Emmett's Mark                             | Sarah                |                |
| 2003 | The Third Date                            | Katrina              | Curta-metragem |
| 2003 | Thirteen                                  | Birdie               |                |
| 2004 | Human Error                               | Company Spokesperson |                |
| 2005 | Happy Endings                             | Diane                |                |
| 2005 | Psychic Driving                           | Selma                | Curta-metragem |
| 2006 | The Lather Effect                         | Claire               |                |
| 2007 | The Colony                                | Olga                 | Curta-metragem |
| 2008 | Twilight                                  | Renée                |                |
| 2009 | Women in Trouble                          | Maxine McPherson     |                |
| 2010 | Below the Beltway                         | Anne                 |                |
| 2010 | The Twilight Saga: Eclipse                | Renée                |                |
| 2010 | Bedrooms                                  | Janet                |                |
| 2011 | The Twilight Saga: Breaking Dawn - Part 1 | Renée                |                |

### Outros Trabalhos
| Ano             | Nome                 | Personagens        | Notas                                                      |
| --------------- | -------------------- | ------------------ | ---------------------------------------------------------- |
| 2000            | Sex and the City     | Melinda Peters     | Episódio: "Politically Erect"                              |
| 2001            | Ed                   | Kara Parsons       | Episódio: "The Test"                                       |
| 2001-2004       | 24                   | Nina Myers         | 36 Episódios                                               |
| 2003            | Karen Sisco          | Barbara Simmons    | Episódio: "The One That Got Away"                          |
| 2005            | House MD             | Carly Forlano      | Episódio: "Control"                                        |
| 2005            | E-Ring               | Jim's Wife         | Episódio: "Unaired Pilot"                                  |
| 2005            | Las Vegas            | Olivia Duchey      | Episódio: "The Big Ed De-cline" Episódio: "The Real McCoy" |
| 2006            | A House Divided      | Jackie             | Filme de TV                                                |
| 2006            | 24: The Game         | Nina Myers (Voz)   | Video game                                                 |
| 2006            | Commander in Chief   | Christine Chambers | Episódio: "Unfinished Business"                            |
| 2007            | The Alibi            | Sarah Winters      | Filme de TV                                                |
| 2007            | Life                 | Mary Ann Farmer    | Episódio: "A Civil War"                                    |
| 2008            | Wainy Days           | Rebecca            | Episódio: "Rebecca"                                        |
| 2008            | The Cleaner          | Lauren Keenan      | Episódio: "To Catch a Fed"                                 |
| 2009            | Trust Me             | Erin McGuire       | 13 Episódios                                               |
| 2009-2011       | Men of a Certain Age | Dory               | 5 Episódios                                                |
| 2011            | The Booth at the End | Sister Carmel      | 5 Episódios                                                |
| 2011            | Nikita               | Katya Udinov       | Episódio: "Guardians"                                      |
| 2012            | Nikita               | Katya Udinov       | Episódio: "Pale Fire" Episódio: "Arising"                  |
| 2012            | Covert Affairs       | Lena Smith         |                                                            |
| 2013-atualmente | The Tomorrow People  | Marla Jameson      | Personagem Recorrente                                      |